# Vlastiboř (okres Tábor)
Vlastiboř (německy Wlastiborsch) je obec v okrese Tábor v Jihočeském kraji. Leží šest kilometrů západně od Soběslavi a skládá se z tří samostatných vesnic – Vlastiboře, Záluží a Svinek. Celkem v nich žije 332 obyvatel. Vlastiboř spadá do oblasti Soběslavských Blat, pro kterou je typická architektura tzv. selského baroka. Vlastiboř byla v roce 1995 vyhlášena vesnickou památkovou rezervací.

## Historie
První písemná zmínka o obci pochází z roku 1354. Obec, jak říká pověst, založil vladyka Vlastibor ze slovanského kmene Doudlebů. Obec byla vždy rozdělena potokem: větší část koupili roku 1354 Rožmberkové od Oldřicha z Hradu[zdroj⁠?!], menší část vlastnil Louňovický klášter. I tu koupili Rožmberkové roku 1584 a celou obec Vlastiboř pak roku 1594 koupilo město Soběslav.

## Obyvatelstvo
| Rok            | 1869 | 1880 | 1890 | 1900 | 1910 | 1921 | 1930 | 1950 | 1961 | 1970 | 1980 | 1991 | 2001 | 2011 | 2021 |
| -------------- | ---- | ---- | ---- | ---- | ---- | ---- | ---- | ---- | ---- | ---- | ---- | ---- | ---- | ---- | ---- |
| Počet obyvatel | 619  | 701  | 677  | 653  | 653  | 663  | 595  | 486  | 453  | 374  | 359  | 339  | 309  | 306  | 309  |
| Počet domů     | 87   | 101  | 109  | 111  | 111  | 111  | 117  | 119  | 110  | 104  | 93   | 119  | 128  | 131  | 134  |

## Části obce
- Vlastiboř – samotná Vlastiboř má tři části:
  - Velká strana – Na jih od Bechynského potoka, postavená v 15. století. Typickým prvkem je uspořádání usedlostí za sebe do dvou řad.
  - Malá strana – Na sever od Bechyňského potoka, postavená v 19. století. Jsou pro ni typická velká stavení, která se nachází uprostřed zahrad.
  - Pankrác – Východní část vesnice s domy postavenými v minulém století
- Svinky
- Záluží

Od 1. ledna 1976 do 23. listopadu 1990 k obci patřil i Komárov.

## Pamětihodnosti
- Stavení čp. 34 – Autorem je stavitel a zdejší rodák Martin Paták a toto stavení je považováno za jeho největší dílo. Stavení je typické falešnými štukovanými vraty.
- Dvě roubené stodoly, které nejsou příliš typické pro oblast Soběslavských Blat
- Kaple

## Fotogalerie

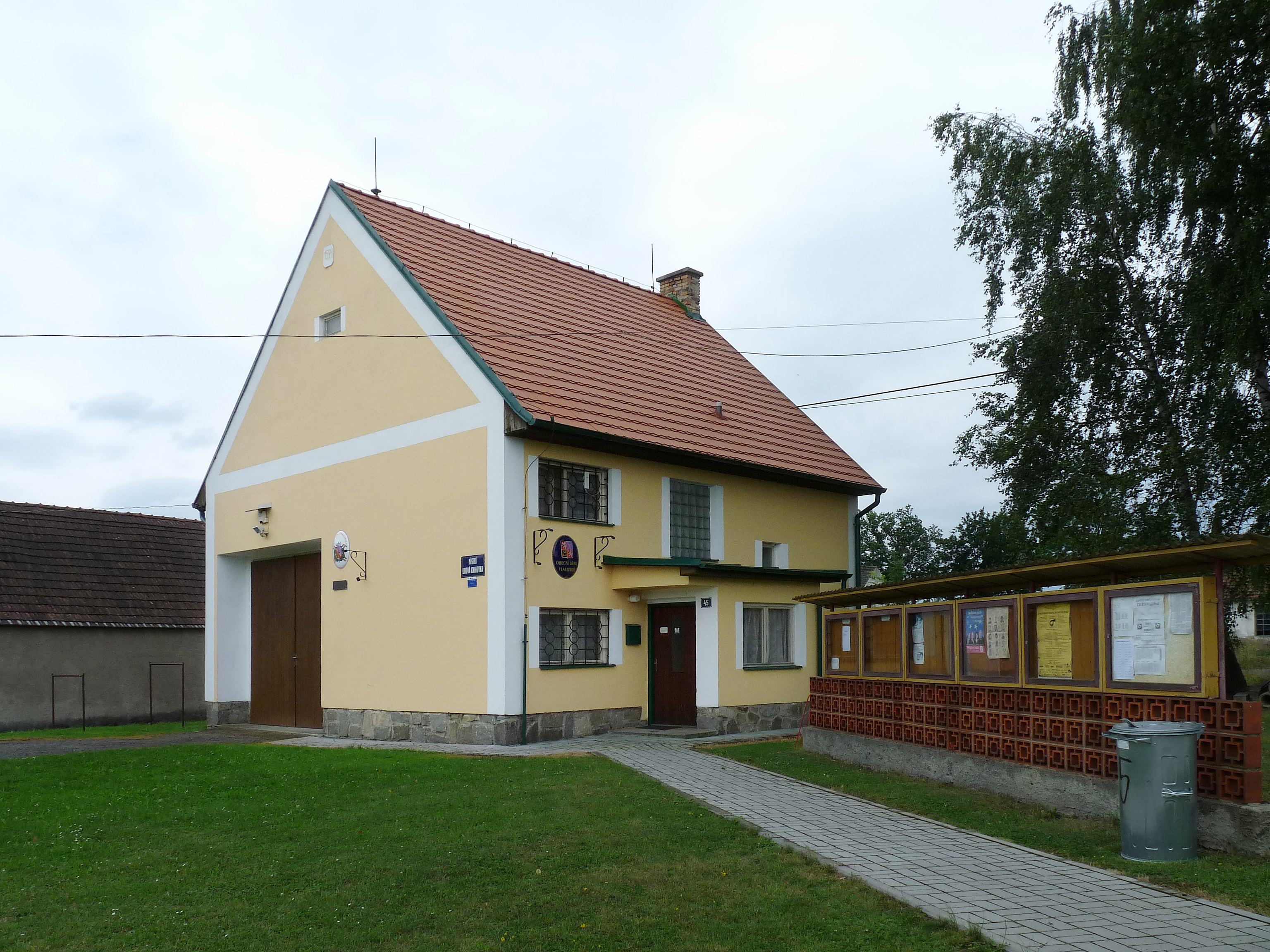
Obecní úřad
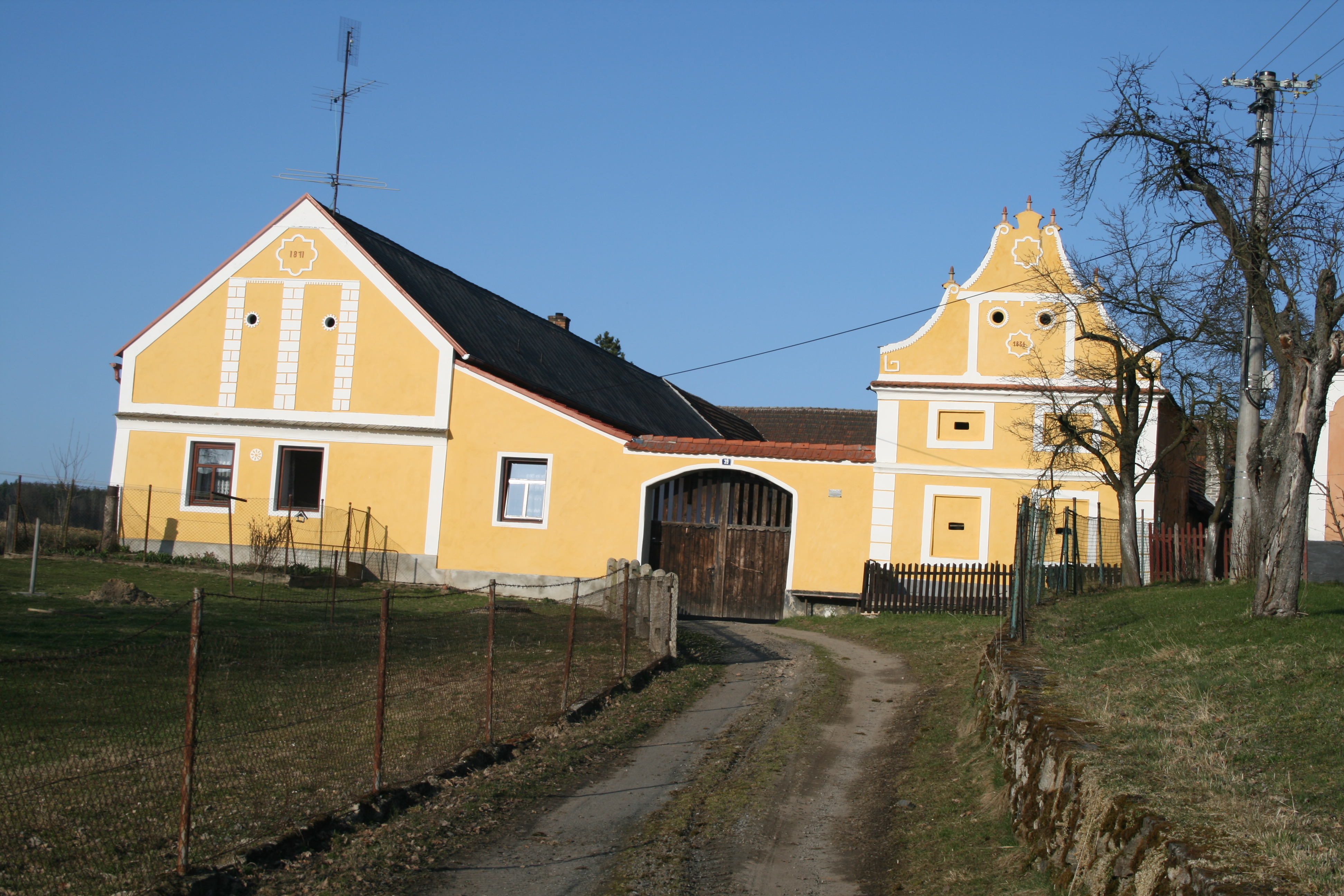
Čp. 39
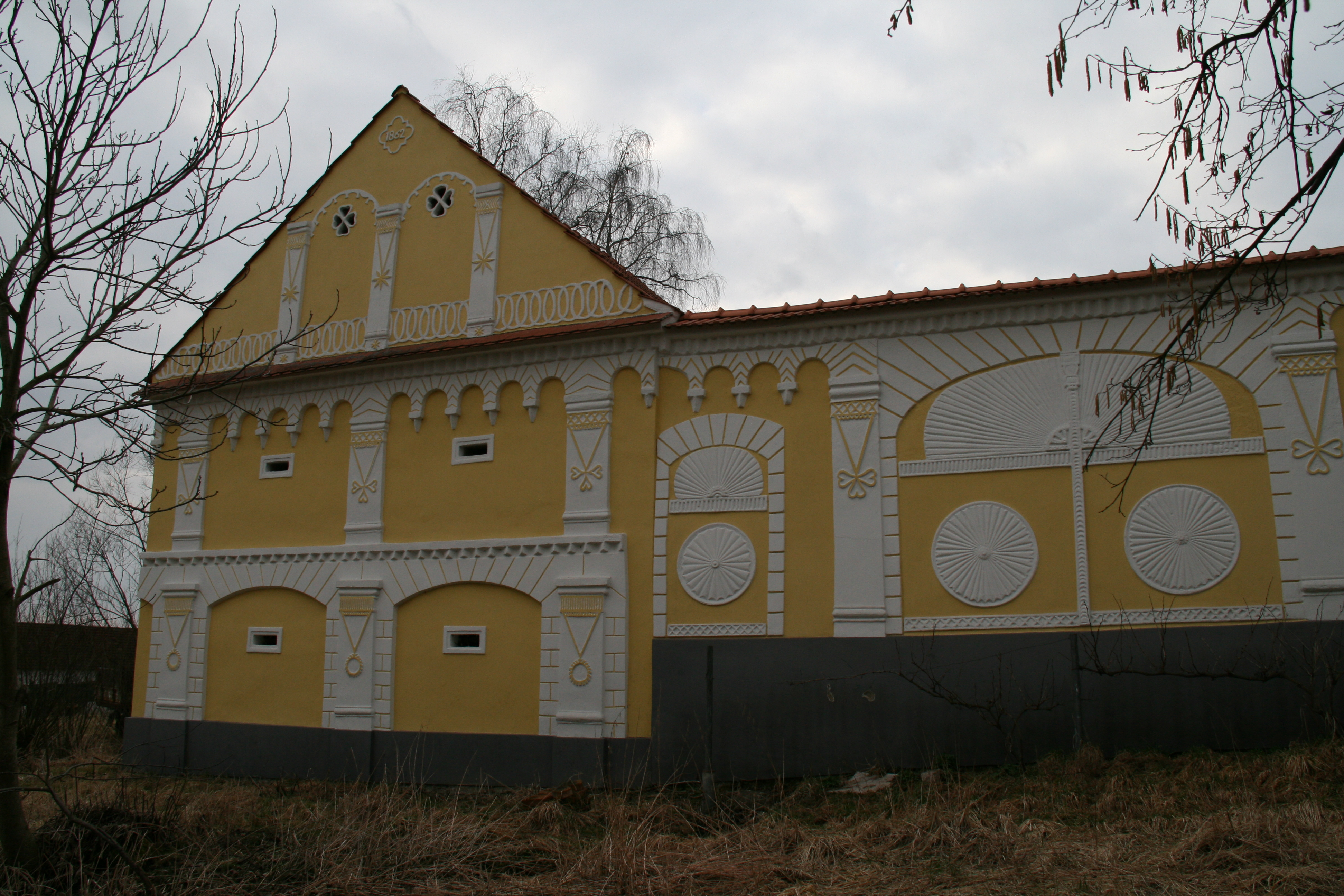
Čp. 34
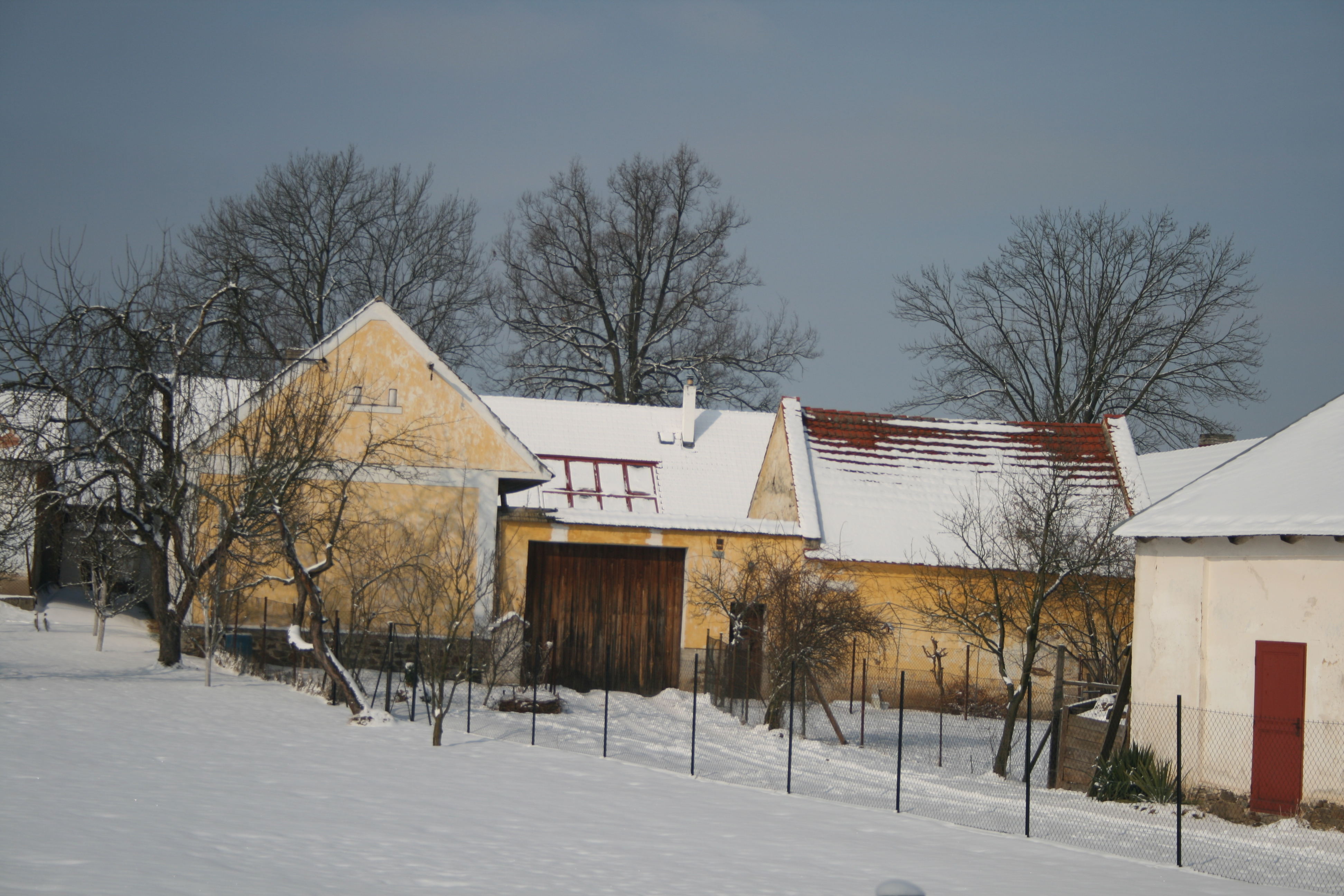
Stavení na návsi